# Herman Sundholm
Olof Herman Sundholm, född 28 oktober 1870 i Visby, död 2 augusti 1945 i Djursholm, var en svensk bergsingenjör.
Sundholm avlade examen från Kungliga Tekniska högskolans i Stockholm fackavdelning för gruvvetenskap 1893, blev auskultant i Kommerskollegium samma år samt var gruvingenjör i Södra bergmästardistriktet 1897-1902 och i Mellersta distriktet 1902-20. Därjämte var han konsulterande ingenjör 1894-1910 samt blev 1910 verkställande direktör för Bergverks AB Vulcanus i Blötberget vid Ludvika, och sekreterare i föreningen Bergshandteringens vänner och redaktör för dess tidskrift, "Blad för Bergshandteringens vänner".
Sundholm författade bland annat Om värdering af grufvor och fyndigheter (1911) och uppsatser i tidskrifter som "Jernkontorets annaler" och "Teknisk tidskrift" samt utgav Grufvestadgan jämte därtill hörande författningar med förklaringar, prejudikat och hänvisningar (fem upplagor). Han var ledamot av gruvlagstiftningskommittén 1916-19.    